# Pont Vell (Vallclara)
El Pont Vell és una obra de Vallclara (Conca de Barberà) protegida com a Bé Cultural d'Interès Local.

## Descripció
Pont pla a la sortida del poble, sobre el torrent o barranc de Vallclara. Es troba al costat de la font de Sant Antoni. Està realitzat en pedra i té dos ulls en forma d'arc de mig punt. Té una inscripció amb la data 1867.

## Història
Hom li atribueix un origen romànic del segle xii, però en tot cas és molt modificat, com mostra la inscripció amb la data 1867, fruit d'alguna modificació important.